# Chico da Silva
Francisco Domingos „Chico“ da Silva (* 1910 in Cruzeiro do Sul (Acre); † 1985 in Fortaleza) war ein brasilianischer Maler mit indigenen Wurzeln und einer der bedeutendsten Vertreter der naiven Kunst in Lateinamerika.

## Leben
Chico da Silvas Mutter stammte aus Ceará, sein Vater war ein Indianer des peruanischen Amazonasgebiets. Chico da Silva lebte bis zu seinem zehnten Lebensjahr in der damaligen Gemeinde Alto Tejo in Acre. 1934 zog seine Familie nach Ceará und ließ sich in Fortaleza nieder. Als halber Analphabet übte er mehrere Berufe aus, die nichts mit Kunst zu tun hatten (unter anderem reparierte er Schuhe und Regenschirme oder stellte Blechöfen für den Verkauf her), aber er zeichnete stets autodidaktisch mit Kohle und Kreide, zumal auf Häuserwände.
In den 1940er Jahren wurde der Schweizer Maler Jean-Pierre Chabloz auf eines der Graffiti aufmerksam, das Chico da Silva auf eine Wand in seiner Nachbarschaft in Pirambu (westlich der Innenstadt von Fortaleza) gemalt hatte. Damals betrachteten ihn die Nachbarn lediglich als einen „geistesschwachen kleinen Indianer“; dagegen war Chabloz von der archaischen Anmutung der Bilder fasziniert, nahm da Silva als Schüler an und lehrte ihn, in Öl und Gouache zu malen. Später trennte sich Chabloz von da Silva und erklärte in einem Interview, dass ihm seine künstlerische Qualität nicht mehr genügte. Mit fortschreitendem Alter durchlitt Chico da Silva gesundheitliche Krisen; für eine Weile verblasste sein Ruhm.

## Werk
Chico da Silvas Malstil ist singulär. Seine Zeichnungen entstanden spontan aus seiner Fantasie heraus, unbeeinflusst von gängigen Stilrichtungen, geschweige denn von Malschulen. Seine frühen Kohlezeichnungen beeindruckten durch Detailreichtum und Abstraktion. Als Gegenstände wählte er Drachen, fliegende Fische, Meerjungfrauen und andere, mitunter bedrohliche Phantasiegestalten, dazu folkloristische und dem Alltag entnommene Szenen. In Europa nahm man vor allem die Exotik seiner Malerei wahr und verstand sie als archetypisch oder spezifisch indigene Sicht auf die Motive des Regenwalds. Nachdem er mehrere Preise und ein hohes Ansehen als Künstler gewonnen hatte, wuchs die Nachfrage; von 1972 an signierte er zahlreiche Bilder, die tatsächlich von seinen Kindern und weiteren Verwandten gemalt worden waren.

## Ausstellungen
Von 1943 an nahm Chico da Silva an Ausstellungen in Brasilien teil, darunter 1945 auf der Bienal Latino-Americana in São Paulo. In den 1950er Jahren vermittelte Chabloz seine Werke an mehrere europäische Galerien. 1966 wurden Bilder da Silvas auf der 33. Biennale von Venedig gezeigt und mit einem Preis gewürdigt. Heute ist Chico da Silva mit zwei Gouachen aus den 1960er Jahren in der Sammlung des Museu de Arte do Rio de Janeiro (MAR) vertreten, die 2014 in den Ausstellungen „Encontro de Mundos“ und „Pororoca, a Amazônia no MAR“ gezeigt und im begleitenden Katalog von Paulo Herkenhoff interpretiert wurden. Herkenhoffs Artikel betont die Inspiration Chico da Silvas durch den brasilianischen Urwald und insbesondere seiner Fabelwesen durch die Erzählungen der Stammesgesellschaften. Demnach sei da Silvas Urwald „ein Raum, in dem kein Wesen Ruhe oder Zuflucht findet, eine Traum- und Phantasiewelt, die von Fluchten und Angriffen von Raubtieren durchzogen ist.“ Die bedeutendste Sammlung von Werken Chico da Silvas befindet sich im Museu de Arte da Universidade Federal do Ceará (MAUC) in Benfica (Fortaleza), wo ein ganzer Raum mit den Bildern bestückt ist, die 1966 auf der Biennale von Venedig gezeigt worden waren.